# Elmar Mayer (Wirtschaftswissenschaftler)
Elmar Mayer (* 26. Dezember 1923 in Bischofsburg, Ostpreußen; † 27. Januar 2019 in Bergisch Gladbach) war Professor für Betriebswirtschaftslehre, insb. Controlling, Management und Rechnungswesen (Accounting) an der Fachhochschule Köln, Fakultät für Wirtschaftswissenschaften.
Er galt als einer der ersten und führenden Controlling-Experten in Deutschland und war Gründer der „Arbeitsgemeinschaft Wirtschaftswissenschaft und Wirtschaftspraxis im Controlling und Rechnungswesen“ (AWW KÖLN 1971).

## Leben
Abitur, Kriegsdienst, Berufsausbildung zum Industriekaufmann und mehrjährige Tätigkeit in der Finanzbuchhaltung und Kostenrechnung. Studium der Wirtschaftswissenschaften an der Universität zu Köln, Diplomexamen als Diplom-Handelslehrer im Jahre 1959, Berufsbildender Schuldienst, 1964 Lehramt an der HWF Köln, 1968 Promotion zum Dr. rer. pol. an der Universität zu Köln bei Gerhard Weisser. 1971 Umwandlung der Höheren Wirtschaftsfachschule (HWF) in den Fachbereich Wirtschaft der FH Köln.
1974 Ernennung zum Professor im Fachbereich Wirtschaft der FH Köln mit dem Lehrauftrag „Betriebswirtschaftslehre, insbesondere Controlling und Rechnungswesen“. Anwendungsbezogene Lehre und Forschung auf dem Gebiet der Deckungsbeitragsrechnung mit operativen Controllingwerkzeugen im Leitbild-Controllingkonzept, Entwicklung operativer und strategischer Regelkreise mit entsprechender Terminologie. Ende WS 1988/89 emeritiert.

## Werke (Auswahl)
- mit Rudolf Mann: Der Controllingberater (Loseblattzeitschrift), Gründer und Herausgeber (1982–1994), Haufe, ISSN 0723-3221
- Controlling für Einsteiger, 8. Aufl. 2004, 1.–7. Auflage in Freiburg, ab 8. Auflage 2004 in Mannheim, ISBN 3-929839-18-0
- mit Carl-Christian Freidank (Hrsg.): Controlling-Konzepte, 6. Aufl., Wiesbaden, 2003, ISBN 978-3-409-63004-7
- mit Peter Neunkirchen: Deckungsbeitragsrechnung im Handwerk als dv-gestütztes Controlling-Werkzeug. 4. Auflage Stuttgart, 1995, ISBN 978-3-87247-541-1
- mit Beowulf Walter: Management und Controlling im Krankenhaus, Köln, 1996, ISBN 978-3-7910-1005-2
- mit Beowulf Walter: Bellingen, K.: Vom Krankenhaus zum Medizinischen Leistungszentrum (MLZ), Köln 1996, ISBN 978-3-7910-1193-6
- mit Konrad Liessmann u. Hans Werner Mertens: Kostenrechnung, 7. Aufl., Stuttgart 1997, ISBN 978-3-7910-1257-5
- mit Andreas Gadatsch: Masterkurs IT-Controlling, 5. Aufl., Wiesbaden, 2013, ISBN 978-3-658-01589-3

## Auszeichnungen
- Inhaber der Ehrenmedaille der IHK Paris (1987)
- Träger des Bundesverdienstkreuzes am Bande der Bundesrepublik Deutschland (1988)
- Inhaber der Verdienstmedaille der FH Köln (1989)
- Inhaber der Eugen Schmalenbach Ehrenmedaille (1998)
- Inhaber der Ehrenmedaille der FH Köln in Gold (2000)